# Der Ignorant und der Wahnsinnige
Der Ignorant und der Wahnsinnige (uraufgeführt bei den Salzburger Festspielen am 29. Juli 1972, Regie Claus Peymann) ist ein Drama von Thomas Bernhard aus dem Jahr 1972. Im Zentrum des Geschehens steht der Auftritt einer Koloratursängerin als „Königin der Nacht“ aus Mozarts Oper Die Zauberflöte. Vor der Aufführung sind der Vater der Sängerin und ein gemeinsamer Bekannter – der Arzt – zusammen. Während des gemeinsamen Wartens zelebriert der Arzt einen Monolog über Kunst, Künstler und das Leben, verbunden mit einer detaillierten Beschreibung des Sezierens einer Leiche.

## Inhalt
Der Beginn des Stücks zeigt Vater und Arzt in der Garderobe der Königin. Der Doktor referiert Zeitungskritiken, anschließend hält er einen Vortrag über die Sektion einer Leiche. Er kommt auf den Alkoholismus des fast blinden Vaters zu sprechen, über dessen Verhältnis zu seiner Tochter, ihre Karriere und die Kunst im Allgemeinen. Vater und Tochter leben in einem angespannten Verhältnis gegenseitiger Abhängigkeit, der Doktor steht zwischen ihnen. Einerseits der Vater, der sich von seiner Tochter rücksichtslos behandelt fühlt, andererseits die Tochter, die unter ihrem starren Künstler- und Künstlichkeitsdasein leidet. Der Arzt greift immer wieder auf das Thema des Sezierens einer menschlichen Leiche zurück, formuliert zu allem und jedem naturgesetzhafte Verallgemeinerungen. Während der Vater anfangs nur einzelne Worte des Doktors wiederholt, redet er zunehmend dazwischen und klagt sein Leid. Kurz vor ihrem Auftritt erscheint die Königin, übt noch einmal ihre Koloraturen. Nach der Aufführung dinieren die drei bei den Drei Husaren. Der Doktor setzt seine Leichenzerteilung fort und prophezeit der Königin ein schlechtes Ende aufgrund ihres Hustens. Schließlich sagt sie all ihre weiteren Auftritte ab.

## Wichtigste Personen
Doktor: Der Wahnsinnige. Es scheint, als spreche er nur mit sich selbst. Er hält einen Monolog über das Sezieren einer Leiche, über das Leben und die Kunst.
Vater: Der Ignorant. Der trunksüchtige, fast blinde Vater scheint von dem Gesagten des Doktors nichts zu verstehen, er greift lediglich einzelne medizinische Fachbegriffe auf und wiederholt diese. Er hängt mit seinem ganzen Wesen an seiner Tochter und ist zum ersten Mal dem Alkoholismus verfallen, als seine Tochter öffentlich aufgetreten ist. Von ihr fühlt er sich zudem äußerst rücksichtslos behandelt.
Königin: Die Diva will schon seit geraumer Zeit mit dem Singen aufhören, um sich vom unmenschlichen Theaterbetrieb zu erholen. Sie ist die disziplinierteste „Koloraturmaschine“, steht durch ihren eigenen künstlerischen Anspruch und ihren trunksüchtigen Vater jedoch kurz vor einem Nervenzusammenbruch. Schließlich sagt sie alle weiteren Auftritte ab.

## Form
Der Ignorant und der Wahnsinnige ist ein zweiaktiges Stück: der erste spielt „In der Oper“, der zweite „Bei den Drei Husaren“, einem Restaurant. Das Figurenensemble ist dem bürgerlichen Bereich entnommen – Arzt, Vater, Sängerin, Garderobiere, Kellner –, der Ort der Handlung ist auf zwei Innenräume beschränkt, die sich in derselben Stadt befinden, der zeitliche Rahmen erstreckt sich nur über wenige Stunden. Jedoch fehlt eine Handlung, denn das eigentliche Geschehen des Stückes vollzieht sich in seiner Sprache, nicht in äußerer Aktion. Bemerkenswert ist, dass im ersten Teil des Dramas bis zum ersten Auftritt der Königin 842 gesprochene Zeilen des Doktors lediglich 33 Zeilen des Vaters gegenüberstehen, wovon ein Großteil nur eine Wiederholung des vom Doktor Geäußerten darstellt. In Der Ignorant und der Wahnsinnige zeigt sich somit das für Bernhard typische Verhältnis von monologisierender Person und stummem Gegenüber.

## Bühnenskandal
Im Zuge der Uraufführung von Der Ignorant und der Wahnsinnige bei den Salzburger Festspielen im Jahr 1972 sollte auf Anordnung des Regisseurs Claus Peymann am Ende des Stückes komplette Finsternis herrschen. Dazu sollte auch die Notbeleuchtung im Theater gelöscht werden. Trotz feuerpolizeilicher Bedenken gestand man Peymann dies zunächst zu: Bei der Generalprobe war es auf der Bühne wie im Saal stockfinster, jedoch bei der Premiere einen Tag später brannten wider alle Absprachen die Notlichter erneut. Eine zweite, für den 4. August 1972 anberaumte Aufführung wurde kurzfristigst abgesagt. Die Schauspieler hatten sich zunächst geweigert aufzutreten, lenkten jedoch ein, und auch Peymann wäre einem von Bernhard offerierten Kompromiss (Strich) zugänglich gewesen. Ernst Haeusserman hatte nämlich angeregt, die Notlampen von einem Hausbediensteten händisch abdecken zu lassen. Bernhard jedoch, dessen größter Wunsch es gewesen sei, die Aufführung noch einmal in Salzburg zu sehen, gleichgültig, ob es ganz finster wäre oder nicht, machte in einem Telegramm allein den Präsidenten der Festspiele, Josef Kaut (1904–1983), für die entstandene Lage verantwortlich und schrieb: „Eine Gesellschaft, die zwei Minuten Finsternis nicht verträgt, kommt ohne mein Schauspiel aus.“
Die Sache landete schließlich vor dem Bühnengericht, und Bernhard kommt Jahre später in seinem Stück Der Theatermacher nochmals ironisch darauf zurück, wenn er seinen Titelhelden Bruscon sprechen lässt: „Wie gesagt, in meiner Komödie hat es am Ende vollkommen finster zu sein, auch das Notlicht muß gelöscht sein, vollkommen finster, absolut finster. Ist es am Ende meiner Komödie nicht absolut finster, ist mein Rad der Geschichte vernichtet …“